# NGC 5321
NGC 5321 ist eine 14,4 mag helle Linsenförmige Galaxie vom Hubble-Typ SB0-a im Sternbild Jagdhunde. Sie ist schätzungsweise 210 Millionen Lichtjahre von der Milchstraße entfernt.
Das Objekt wurde am 29. April 1827 von John Herschel entdeckt.